# Maltesischer Tischtennisverband
Der Maltesische Tischtennisverband (Malta Table Tennis Association (MTTA))   ist die Spitzenorganisation des maltesischen Tischtennissports, welcher 1953 gegründet wurde. Präsident ist Liam Mangion (2021).
Ein Vorläufer der MTTA war die Malta Amateur Table Tennis Association (MATTA), die 1948 gegründet wurde, aber nach kurzer Zeit einschlief. 1953 wurde der Maltesische Tischtennisverband auf Betreiben von Joseph Debattista ins Leben gerufen. Erster Präsident war Joseph Cassar Naudi, ein Fußballschiedsrichter. 1956/57 wurde Malta in den Tischtennis-Weltverband ITTF aufgenommen, im Folgejahr auch in die Europäische Tischtennisunion ETTU. Bis heute nahm Malta an zahlreichen Welt- und Europameisterschaften teil, landete dabei meist auf einen der hinteren Plätze.
Derzeit (2021) gibt es etwa 400 aktive Tischtennisspieler. 45 Mannschaften treten in vier nationalen Ligen auf.